# Alianza de los Cinco Puertos
La Alianza de los Cinco Puertos (en inglés The Confederation of Cinque Ports) es el nombre con que se conoce un grupo de ciudades inglesas, en los condados de Kent y Sussex, que históricamente tuvieron un cometido militar y mercantil que hoy en día tan sólo tienen un sentido ceremonial.
El nombre oficial ‘Cinque Ports’ proviene del francés normando y las ciudades que componían esta Confederación eran Hastings, New Romney, Hythe, Dover y Sandwich, respaldadas por las dos antiguas ciudades de Rye y Winchelsea, cuyos concejos municipales tradicionalmente habían mantenido contingentes para la defensa del reino de Inglaterra. En la Edad Media, el principal puerto de la Alianza de los Cinco Puertos fue el de la ciudad de Hastings.
Como reconocimiento a sus servicios, El rey Eduardo I de Inglaterra concedió privilegios especiales a los ciudadanos de los Cinco Puertos, incluido el derecho a introducir mercancías en el país sin pagar derechos arancelarios. A cambio, en tiempo de guerra, los Puertos debían proveerle de hombres y barcos.
Aparte de los puertos principales, hubo también una serie de puertos asociados, conocidos como ‘limbs', que obtuvieron los mismos privilegios, pero solo los cinco puertos principales y las dos viejas ciudades de Rye y Winchelsea estuvieron facultados, incluso, para nombrar dos representantes en el Parlamento.
Para la dirección de la Alianza se instituyó el cargo de Lord Warden (lord alcaide o gobernador) de los Cinco Puertos, cargo que subsiste aún hoy día, aunque actualmente es un título puramente honorario, prácticamente reservado para miembros de la casa real o primeros ministros.
Aparte de los cinco puertos principales y las dos viejas ciudades de Rye y Winchelsea, hay otros siete miembros de la Confederación, considerados como asociados o limbs de los otros. Son: Lydd (Limb de New Romney), Folkestone, Faversham y Margate (Limbs de Dover), Deal y Ramsgate (Limbs de Sandwich) y Tenterden (Limb de Rye).
- Datos: Q748895
- Multimedia: Cinque Ports / Q748895